# 亞庫皮察山脈
41°42′30″N 21°24′30″E / 41.7083333°N 21.4083333°E

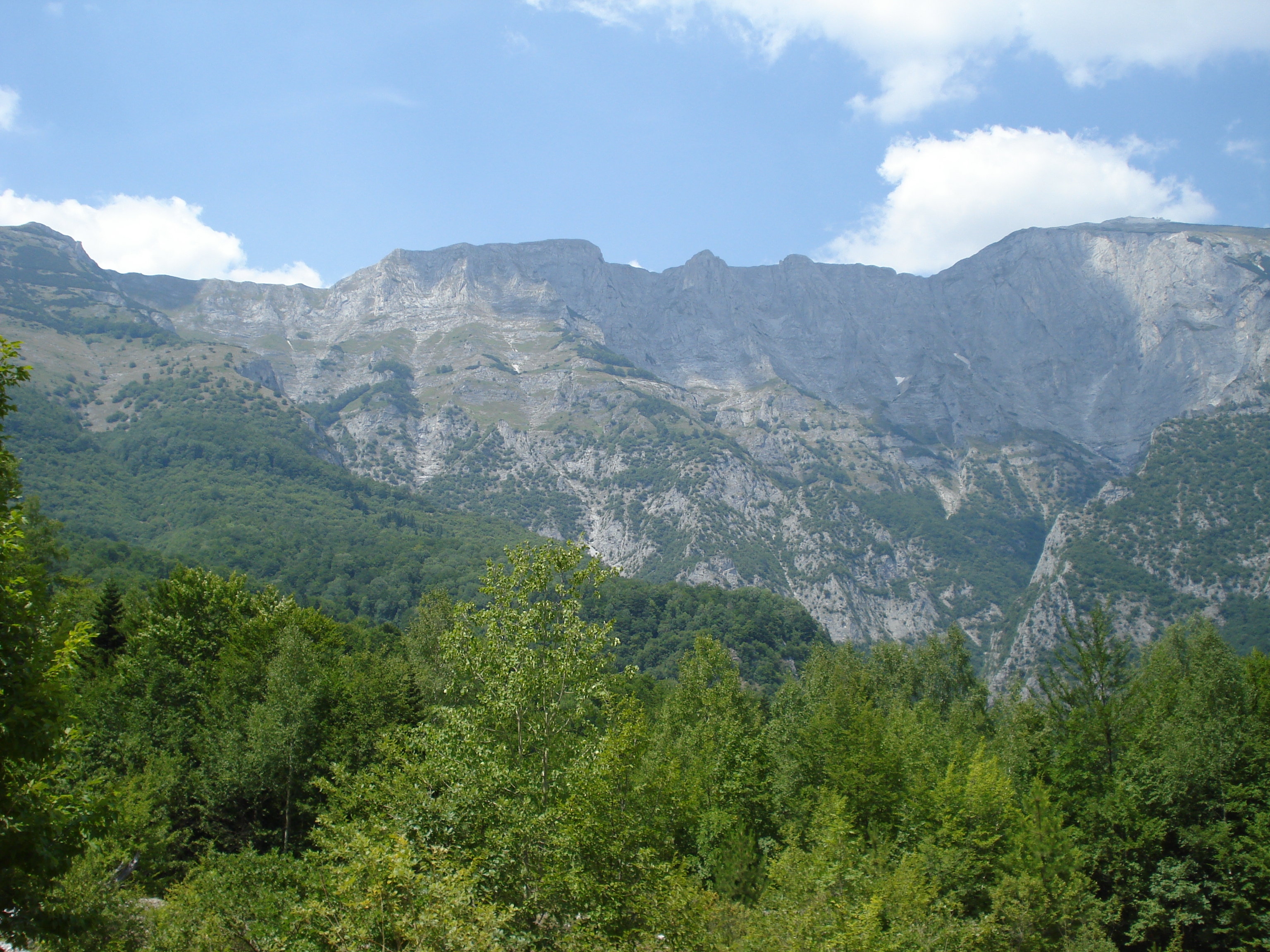

亞庫皮察山脈是北馬其頓共和國境内的山脈，位於該國中部首都斯科普里以南，最高點海拔高度2,540米，由片麻岩、頁岩、石灰岩和白雲石組成的山體在第三紀形成。

## 外部連結
- Mount Jakupica on Youtube （页面存档备份，存于）